# Lac-à-la-Croix (La Mitis)
Pour les articles homonymes, voir Lac à la Croix.
Lac-à-la-Croix est un territoire non organisé situé dans la municipalité régionale de comté de La Mitis, dans la région administrative du Bas-Saint-Laurent, au Québec,. Il est nommé d'après le lac à la Croix.

## Géographie
Le territoire non organisé (TNO) du Lac-à-la-Croix occupe une superficie totale de 245,75 kilomètres carrés, surtout forestier. Il est situé au sud-est de la MRC de La Mitis. Le superbe lac Mitis qui est la source de la rivière Mitis, traverse le territoire de la MRC jusqu’au fleuve Saint-Laurent. Ce lac majestueux mesure 27 kilomètres de long et a une superficie de 21 km². Son étendue résulte de la construction du barrage à son embouchure.
Avant l'érection de ce barrage, ce TNO comptait trois lacs importants: les lacs Inférieur, Lac à la Croix et Lac Supérieur. Ces trois lacs se sont amalgamés à la suite de la construction du barrage, à cause du rehaussement du niveau des eaux. Le nouveau lac formé par ces trois anciens lacs a été désigné: lac Mitis.

## Économie
De nos jours, les activités récréotouristiques marquent le TNO du Lac-à-la-Croix, notamment de nombreux villégiateurs, des amateurs de chasse, de pêche et de randonnées dans la nature. La Pourvoirie de la Seigneurie du Lac Métis dessert la quasi-totalité de ce TNO. La mission de cette pourvoirie est d’assurer le développement, la gestion et la promotion des activités récréotouristiques de ce TNO telles que la chasse, la pêche et la villégiature.
Le plan d'aménagement des prochaines années prévoit l'implantation de douze éoliennes de 2,05 MW dans nord-est du TNO. Hydro-Québec Distribution a retenu le projet éolien communautaire La Mitis, dans le cadre du troisième appel d’offres en énergie éolienne. Les deux entreprises associées dans ce projet de parc éolien, sont Énergie renouvelable de La Mitis s.e.c., compagnie détenue à part entière par la MRC de La Mitis, et EDF EN Canada, entreprise d’envergure en développement éolien.